# Pristimantis vidua
Espèce
Synonymes
- Eleutherodactylus vidua Lynch, 1979

Statut de conservation UICN

 EN B1ab(iii) : En danger
Pristimantis vidua est une espèce d'amphibiens de la famille des Craugastoridae.

## Répartition
Cette espèce est endémique du Sud de l'Équateur. Elle se rencontre entre 2 710 et 3 100 m d'altitude dans les provinces de Loja et de Zamora-Chinchipe.

## Description
Les femelles mesurent de 18,0 à 23,1 mm.

## Publication originale
- Lynch, 1979 : Leptodactylid frogs of the genus Eleutherodactylus from the Andes of southern Ecuador. Miscellaneous Publication, Museum of Natural History, University of Kansas, no 66, p. 1-62 (texte intégral).